# Episodi di Hamburg Distretto 21 (quindicesima stagione)
La quindicesima stagione della serie televisiva Hamburg Distretto 21 è stata trasmessa in Germania sulla rete televisiva ZDF tra il 24 settembre 2020 al 1º aprile 2021. 
In Italia è stata trasmessa dal 5 gennaio al 23 marzo 2023 su Top Crime in prima serata. 
Protagonisti della stagione sono le coppie di ispettori formate da Mattes Seeler (Matthias Schloo) e Melanie Hansen (Sanna Englund), Hans Moor (Bruno F. Apitz) (fino all'episodio 15) e Franziska Jung (Rhea Harder), Kris Freiberg (Marc Barthel) e Pinar Aslan (Aybi Era), impegnati nella risoluzione dei diversi casi che si susseguono nei 25 episodi.
| nº | Titolo originale             | Titolo italiano           | Prima TV Germania | Prima TV Italia  |
| -- | ---------------------------- | ------------------------- | ----------------- | ---------------- |
| 1  | Clangirl                     | Ragazza del clan          | 24 settembre 2020 | 5 gennaio 2023   |
| 2  | Die zauberhafte Adinda       | Adinda l'incantatrice     | 1º ottobre 2020   | 5 gennaio 2023   |
| 3  | Herzlos                      | Senza cuore               | 8 ottobre 2020    | 12 gennaio 2023  |
| 4  | Freier Fall                  | Caduta libera             | 15 ottobre 2020   | 12 gennaio 2023  |
| 5  | Brüderchen und Schwesterchen | Amore fraterno            | 29 ottobre 2020   | 19 gennaio 2023  |
| 6  | Unter Druck                  | Sotto pressione           | 5 novembre 2020   | 19 gennaio 2023  |
| 7  | Die große Chance             | La grande occasione       | 12 novembre 2020  | 26 gennaio 2023  |
| 8  | Familiensache                | Questione di famiglia     | 19 novembre 2020  | 26 gennaio 2023  |
| 9  | Der Mann auf der Brücke      | L'uomo sul ponte          | 26 novembre 2020  | 2 febbraio 2023  |
| 10 | Im Rausch                    | Sotto effetto della droga | 3 dicembre 2020   | 2 febbraio 2023  |
| 11 | Für eine Handvoll Euro       | Per un pugno di euro      | 10 dicembre 2020  | 9 febbraio 2023  |
| 12 | Abistreich                   | Scherzo da maturandi      | 17 dicembre 2020  | 9 febbraio 2023  |
| 13 | Nur ein Atemzug              | Solo un respiro           | 7 gennaio 2021    | 16 febbraio 2023 |
| 14 | Am Ende ein Anfang           | Ricominciare              | 14 gennaio 2021   | 16 febbraio 2023 |
| 15 | Einsatz Elbe 1               | Operazione Elba 1         | 21 gennaio 2021   | 23 febbraio 2023 |
| 16 | Die Party ist vorbei         | La festa è finita         | 28 gennaio 2021   | 23 febbraio 2023 |
| 17 | Das Tor zur Welt             | La porta sul mondo        | 4 febbraio 2021   | 2 marzo 2023     |
| 18 | Horrortrip                   | Viaggio da incubo         | 11 febbraio 2021  | 2 marzo 2023     |
| 19 | Dicke Fische                 | Pesci grossi              | 18 febbraio 2021  | 9 marzo 2023     |
| 20 | Rechtsabbieger               | Svolta a destra           | 25 febbraio 2021  | 9 marzo 2023     |
| 21 | Spurlos                      | Senza lasciare traccia    | 4 marzo 2021      | 16 marzo 2023    |
| 22 | Die weinende Tänzerin        | La ballerina piangente    | 11 marzo 2021     | 16 marzo 2023    |
| 23 | Wahre Liebe                  | Vero amore                | 18 marzo 2021     | 23 marzo 2023    |
| 24 | Ich liebe Dich               | Ti amo                    | 25 marzo 2021     | 23 marzo 2023    |
| 25 | Selbstbestimmt               | Autodeterminata           | 1º aprile 2021    | 23 marzo 2023    |